# Affare Petrov

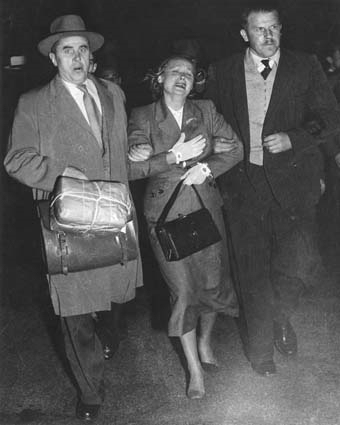
Evdokia Petrova scortata da due agenti sovietici nell'aeroporto Internazionale Kingsford Smith il 19 aprile 1954

L'affare Petrov è stato un spettacolare episodio della Guerra fredda che nell'aprile del 1954 provocò un vero terremoto politico in Australia.

## La defezione
Vladimir Petrov, a dispetto della giovane età (venne innalzato a tale rango a 40 anni e ne aveva 47 all'epoca dei fatti), era un colonnello dell'MVD, la polizia segreta Sovietica, sposato con una ufficiale della stessa organizzazione. I Petrov nel 1951 vennero inviati all'ambasciata Sovietica a Canberra dal capo dei servizi segreti Lavrentij Pavlovič Berija: nel 1953, dopo la morte di Joseph Stalin, Berija venne arrestato dai successori di Stalin e Vladimir Petrov cominciò ad avere paura di essere catturato al suo ritorno in patria.
Petrov del resto era stato già contattato dal servizio segreto australiano che, in cambio dei nomi appartenenti alla rete spionistica di stanza in Australia, gli offriva l'asilo politico. La diserzione venne organizzata dal Dottor Michael Bialoguski, un medico e musicista di Sydney, che lavorava part time per il servizio segreto australiano: Bialoguski coltivò Petrov per circa due anni portandolo a visitare la zona a luci rosse di Sydney e facendogli incontrare l'alto ufficiale del servizio segreto Ron Richards, che offrì a Petrov asilo e 5.000 sterline in cambio della documentazione che sarebbe riuscito a portar fuori dall'ambasciata.
Petrov non rivelò a sua moglie Evdokija che aveva intenzione di disertare e l'MVD inviò due corrieri in Australia per riportare in patria la signora Petrov: il 19 aprile 1954, mentre Evdokija Petrov veniva scortata all'aeroporto di Sydney, nella zona vi furono violente manifestazioni anticomuniste. Mentre si trovava all'interno dell'aeroplano un assistente di volo chiese alla Petrovna se fosse felice di tornare in Unione Sovietica e non avendo ottenuto una chiara risposta, lo steward informò l'ufficiale dell'Asio (i servizi segreti australiani) di Darwin, il quale chiese istruzioni al primo ministro.
Il capo del governo Menzies decise che bisognava impedire quello che ormai appariva un rapimento e approfittando dell'atterraggio del volo a Darwin per un rifornimento di carburante fece intervenire gli uomini della polizia dei territori del Nord che liberarono la Petrov dalle grinfie dei "gorilla" del servizio di sicurezza sovietico. La notizia dei drammatici eventi fece il giro del mondo e il premier Menzies informò il parlamento australiano che i documenti di Petrov rivelavano l'esistenza di un'estesa rete spionistica all'interno dell'Australia, rete che coinvolgeva due membri dello staff del leader dell'opposizione laburista Evatt, in quel momento dato per sicuro vincitore delle imminenti elezioni federali. I documenti furono secretati e mostrati ai soli componenti di una commissione Reale nominata ad hoc.

## Effetti politici
Ovviamente il clamore suscitato dall'affare Petrov ebbe come conseguenza la sconfitta dell'opposizione laburista che appariva infestata dagli uomini dello spionaggio sovietico. Il leader laburista Herbert Vere Evatt accusò il governo liberale di aver fatto coincidere la diserzione di Petrov con le elezioni del 1954 per ottenere dei dividendi politici; come già detto, uno degli effetti dell'affare Petrov, è stata la rielezione di Menzies. La commissione Reale continuò la sua inchiesta dalla quale emerse che alcuni membri del Partito Comunista Australiano lavoravano per lo spionaggio Sovietico.
Risultarono infondati i sospetti sull'infiltrazione del Partito Laburista e sull'esistenza di una vasta rete di spie. I risultati della commissione di inchiesta rafforzarono i sospetti di Evatt, più che mai convinto che l'intero caso Petrov non fosse altro che il frutto di una cospirazione organizzata dal governo conservatore: Evatt scrisse una lettera al ministro degli esteri sovietico Molotov con la quale chiedeva lumi su quanto rivelato da Petrov. Naturalmente Molotov rispose con una missiva nella quale affermava che non vi era fondamento alcuno nell'incartamento Petrov: Evatt lesse la lettera di Molotov esponendosi al ridicolo e suscitando l'incredulità e ilarità dei suoi oppositori.
L'ossessione di Evatt spinse quest'ultimo a denunciare un fantomatico complotto organizzato dall'ala destra del Partito Laburista, la quale sarebbe stata influenzata dal movimento guidato dall'attivista politico anticomunista e cattolico B. A. Santamaria: l'attacco di Evatt provocò nel 1955 una scissione nel partito laburista che finì per rafforzare ulteriormente la maggioranza conservatrice.
I Petrov ottennero l'asilo politico e vissero in un sobborgo di Melbourne sotto i nomi di Sven e Maria Allyson; prima però trascorsero un anno e mezzo a Palm Beach, Sydney, con l'ufficiale del servizio segreto australiano Michael Thwaites, insieme al quale scrissero le loro memorie pubblicate nel 1956 con il titolo di Empire of Fear ("Impero della paura"). I coniugi Petrov trascorsero il resto della vita in un relativo anonimato: Vladimir morì nel 1991 e Evdokija nel 2002.

## Il verdetto della storia
Tra gli storici di area laburista la teoria della cospirazione divenne la più accreditata, ma quando nel 1984 i documenti furono desecretati risultò evidente che non vi fu alcun complotto anche se non c'erano pezzi grossi tra i membri della rete sovietica. Insomma Menzies era in perfetta buona fede e fu la reazione scomposta di Evatt a danneggiare maggiormente il partito laburista (a onor del vero, tuttavia, emerse l'innocenza dei tre membri dello staff di Evatt e cioè Fergan O'Sullivan, Albert Grundeman e Allan Dalziel: in particolare la pagina 35, nella quale venivano nominati i tre membri dell'opposizione laburista, era stata scritta da Rupert Lockwood, un membro del Partito Comunista d'Australia, al fine di danneggiare i laburisti). Tutta la documentazione venne studiata dallo storico Robert Manne, il quale nel 1987 pubblicò il libro The Petrov Affair: Politics and Espionage.